# Mario et Sonic aux Jeux olympiques d'hiver de Sotchi 2014
Mario et Sonic aux Jeux olympiques d'hiver de Sotchi 2014 (Mario & Sonic at the Sochi 2014 Olympic Winter Games) est un jeu vidéo de sports officiel des Jeux olympiques d'hiver de 2014 développé par Nintendo SPD et Sega Sports R&D et édité par Nintendo. Il est sorti en exclusivité le 8 novembre 2013 en Europe sur Wii U.
C'est le quatrième opus de la série Mario & Sonic aux Jeux olympiques.

## Univers

### Épreuves
Les épreuves sont réparties en deux catégories : les épreuves olympiques et les épreuves Rêve.

#### Épreuves olympiques
Les épreuves olympiques sont les épreuves dites traditionnelles des jeux olympiques. Le jeu en regroupe un total de seize. Ainsi, le joueur peut s'essayer aux épreuves de ski (Ski alpin descente, Saut à ski Grand tremplin, Freestyle Ski de bosses, Freestyle Ski cross, Biathlon), de snowboard (Snowboard Slalom géant parallèle, Snowboard Slopestyle, Snowboard cross), aux épreuves sur glace (Curling, Hockey sur glace), au Bobsleigh (Skeleton, Bob à quatre) ou encore au patinage sur glace (Patinage de vitesse 500 m, Patinage de vitesse sur piste courte 1 000 m, Patinage artistique Individuel, Patinage artistique Couples).

#### Épreuves Rêve
Les épreuves Rêve sont des épreuves revisitées des épreuves olympiques. Elles se déroulent pour la plupart dans les mondes de Super Mario Bros. et Sonic the Hedgehog. Bien que leurs règles soient différentes de celles des épreuves olympiques, elles conservent tout de même le principe traditionnel des jeux olympiques.
Neuf épreuves Rêve sont disponibles, le Patinage artistique fabuleux étant composé de deux thèmes. L'un est inspiré de Super Mario 3D Land et l'autre de Sonic Colours.
- Course des champions des sports d'hiver (Île Mini-Russie)
- Snowboard traceur (Pont Champignon – Mario Kart: Double Dash!!)
- Patinage artistique fabuleux (Complexe patinage Rêve)
- Bobsleigh montagnes russes (Speed Highway – Sonic Adventure)
- Hockey de rue enneigé (Place Delfino – Super Mario Sunshine)
- Curling trou-en-un (Zone Green Hill – Sonic Generations)
- Mêlée boules de neige (Colisée enneigé)
- Course de luge Bill Balle (Sweet Moutain – Sonic Colours)

### Personnages
Le nombre total de personnages jouables s'élève à vingt. Ils sont répartis en quatre catégories reflétant leur point fort. Les types complet sont Luigi, Amy, Mario, Blaze et Bowser Jr., les types vitesse Shadow, Daisy, Sonic, Yoshi et Metal Sonic, les types puissance Wario, Knuckles, Bowser, Vector et Donkey Kong et les types habileté Tails, Peach, Dr. Eggman, Waluigi et Silver. De plus, le joueur peut choisir de jouer avec son Mii qu'il peut personnaliser.

## Développement

### Voix françaises
C'est le premier jeu de la série Mario et Sonic à accueillir un doublage français pour les personnages de Sega tandis que ceux de Nintendo gardent leurs voix anglaises originales. Les comédiens sont les mêmes qui ont travaillé sur le doublage français de la série d'animation Sonic X et des jeux Sonic Generations et Sonic Lost World.
- Alexandre Gillet : Sonic
- Marie-Eugénie Maréchal : Tails
- Sébastien Desjours : Knuckles
- Naïke Fauveau : Amy
- Marc Bretonnière : Dr Eggman, Eggman Nega
- Antoine Nouel : Espio
- Benoît DuPac : Shadow
- Hervé Grull : Silver
- Delphine Braillon : Blaze et Omochao
- Philippe Roullier : Vector
- Benjamin Bollen : Jet
- Benjamin Pascal : Cubot
- Tony Marot : Orbot
- Thierry Buisson : Omega
- Marie Lenoir : Rouge

## Accueil

### Ventes
Les ventes totales du jeu sont estimées à 800 000 copies dans le monde. Les précédents jeux ayant été portés à la fois sur console de salon et consoles portable, ce titre n'a été disponible que sur WiiU, console qui n'a pas eu un franc succès ce qui pourrait expliquer le faible nombre de ventes.
|        | Japon   | Amérique du Nord | Europe  | Autres | Total   |
| ------ | ------- | ---------------- | ------- | ------ | ------- |
| Ventes | 140 000 | 370 000          | 230 000 | 60 000 | 800 000 |